# Tagalog
Tagalog is een Austronesische taal die als moedertaal wordt gesproken door de etnische Tagalogbevolking (die een kwart van de bevolking van de Filipijnen uitmaakt) en als tweede taal door de meerderheid van het land. De gestandaardiseerde vorm, officieel Filipijns genoemd, is de nationale taal van de Filipijnen en is naast Engels een van de twee officiële talen.
Tagalog is nauw verwant aan andere Filipijnse talen, zoals de Bikoltalen, Ilokano, de Visayan-talen, Kapampangan en Pangasinan, en verder weg aan andere Austronesische talen, zoals de Formosaanse talen van Taiwan, Maleis (Maleisisch en Indonesisch), Hawaïaans, Maori en Malagasitalen.
Het Tagalog is wereldwijd bekend geworden door het nummer Anak (Tagalog voor 'kind'), van Freddie Aguilar.

## Geschiedenis
Het woord Tagalog is afgeleid van het endoniem taga-ilog ("rivierbewoner"), samengesteld uit tagá- ("inwoner van" of "van") en ilog ("rivier"). Taalkundigen zoals Dr. David Zorc en Dr. Robert Blust speculeren dat de Tagalogs en andere Centraal-Filipijnse etnolinguïstische groepen hun oorsprong vonden in het noordoosten van Mindanao of de oostelijke Visayas.
Woorden van mogelijk Oudtagalog-oorsprong worden gevonden in de koperplaatinscriptie van Laguna uit de tiende eeuw, die grotendeels in het Oudmaleis is geschreven. Het eerste bekende complete boek dat in het Tagalog is geschreven, is de Doctrina Cristiana (Christelijke leer), gedrukt in 1593. De Doctrina is geschreven in het Spaans en twee transcripties van het Tagalog; een in het oude, toen gebruikte Baybayin-schrift en de andere in een vroege Spaanse poging tot een Latijnse spelling voor de taal.

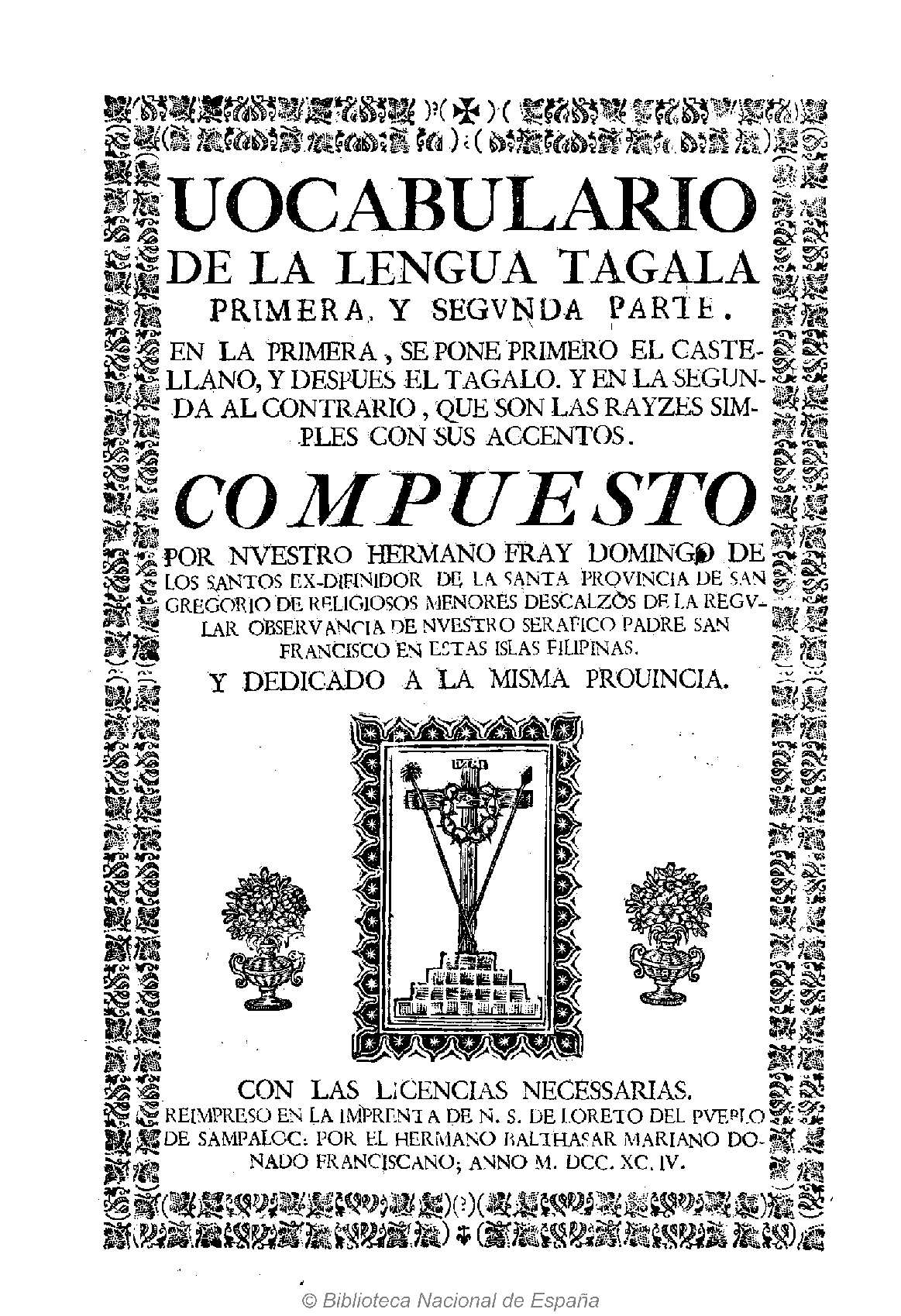
Vocabulario de la lengua tagala, 1794.

Gedurende de 333 jaar van Spaanse overheersing werden door de Spaanse geestelijken verschillende grammatica- en woordenboeken geschreven. In 1610 publiceerde de Dominicaanse priester Francisco Blancas de San Jose in Bataan het "Arte y reglas de la lengua tagala" (dat later werd herzien met twee edities in 1752 en 1832). In 1613 publiceerde de Franciscaanse priester Pedro de San Buenaventura het eerste Tagalog-woordenboek, zijn "Vocabulario de la lengua tagala" in Pila, Laguna.
Het eerste substantiële woordenboek van het Tagalog werd in het begin van de 18e eeuw geschreven door de Tsjechische jezuïet missionaris Pablo Clain. Clain sprak Tagalog en gebruikte het veel in een aantal van zijn boeken. Hij prepareerde het woordenboek, dat hij later overdroeg aan Francisco Jansens en José Hernandez. Verdere compilatie van zijn substantiële werk werd geprepareerd door P. Juan de Noceda en P. Pedro de Sanlucar en gepubliceerd als Vocabulario de la lengua tagala in Manilla in 1754 en vervolgens herhaaldelijk heruitgegeven, waarvan de laatste editie in 2013 in Manilla.
De inheemse dichter Francisco Balagtas (1788–1862) wordt beschouwd als de belangrijkste Tagalog-schrijver. Zijn meest opvallende werk is het vroege 19e-eeuwse epos Florante at Laura.

### Officiële status

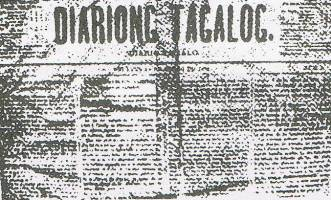
Diariong Tagalog (Tagalog-krant), de eerste tweetalige krant in de Filipijnen, opgericht in 1882, geschreven in zowel Tagalog als Spaans.

Tagalog werd de officiële taal verklaard door de eerste revolutionaire grondwet in de Filipijnen, de grondwet van Biak-na-Bato in 1897. In 1935 bestempelde de Filipijnse grondwet Engels en Spaans als officiële talen, maar verplichtte de ontwikkeling en adoptie van een gemeenschappelijke nationale taal op basis van een van de bestaande inheemse talen. Na onderzoek en beraadslaging koos het Nationale Taal Instituut (een commissie bestaande uit zeven leden die verschillende regio's in de Filipijnen vertegenwoordigden) het Tagalog als de basis voor de evolutie en adoptie van de nationale taal van de Filipijnen. President Manuel Quezon kondigde vervolgens op 30 december 1937 de selectie van de Tagalog-taal af die gebruikt zou worden als basis voor de evolutie en adoptie van de nationale taal van de Filipijnen. In 1939 hernoemde president Quezon de voorgestelde nationale taal in het Tagalog als Wikang Pambansâ (nationale taal). Onder de Japanse marionettenregering tijdens de Tweede Wereldoorlog werd Tagalog als nationale taal sterk gepromoot; de grondwet van 1943 specificeert: de regering zal stappen ondernemen in de richting van de ontwikkeling en verspreiding van het Tagalog als nationale taal." In 1959 werd de taal verder omgedoopt tot "Pilipino". Samen met het Engels heeft de nationale taal een officiële status onder de grondwet van 1973 (als "Pilipino") en de huidige grondwet van 1987 (als Filipino).

### Gebruik in het onderwijs
Bij de uitgifte van Executive Order No. 134 werd Tagalog verklaard als basis van de nationale taal. Op 12 april 1940 werd Executive No. 263 uitgegeven waarin het onderwijs in de nationale taal werd bevolen in alle openbare en particuliere scholen in het land.
Artikel XIV, sectie 6 van de Filipijnse Grondwet van 1987 specificeert, gedeeltelijk:
Onderhevig aan wettelijke bepalingen en zoals het Congres passend acht, zal de regering stappen ondernemen om het gebruik van Filipijns als medium voor officiële communicatie en als onderwijstaal in het onderwijssysteem te initiëren en te ondersteunen.
Onder sectie 7 staat echter:
De regionale talen zijn de officiële hulptalen in de regio's en zullen daarin dienen als ondersteunende onderwijstalen.
In 2009 heeft het ministerie van Onderwijs van de Filipijnen een bevel uitgegeven dat een systeem van meertalig onderwijs in de moedertaal ("MLE") institutionaliseert, waarbij het onderwijs voornamelijk wordt gegeven in de moedertaal van een leerling (een van de verschillende regionale Filipijnse talen) tot ten minste groep drie, waarbij extra talen zoals Filipijns en Engels niet eerder dan groep twee als afzonderlijke vakken worden geïntroduceerd. Op de middelbare school worden Filipijns en Engels de primaire instructietalen, waarbij de eerste taal van de leerling een ondersteunende rol op zich neemt. Na proeven op geselecteerde scholen werd het MLE-programma vanaf Schooljaar 2012-2013 landelijk geïmplementeerd.
Tagalog is de moedertaal van een kwart van de bevolking van de Filipijnen (met name in Centraal en Zuid-Luzon) en de tweede taal voor de meerderheid.

## Geografische distributie

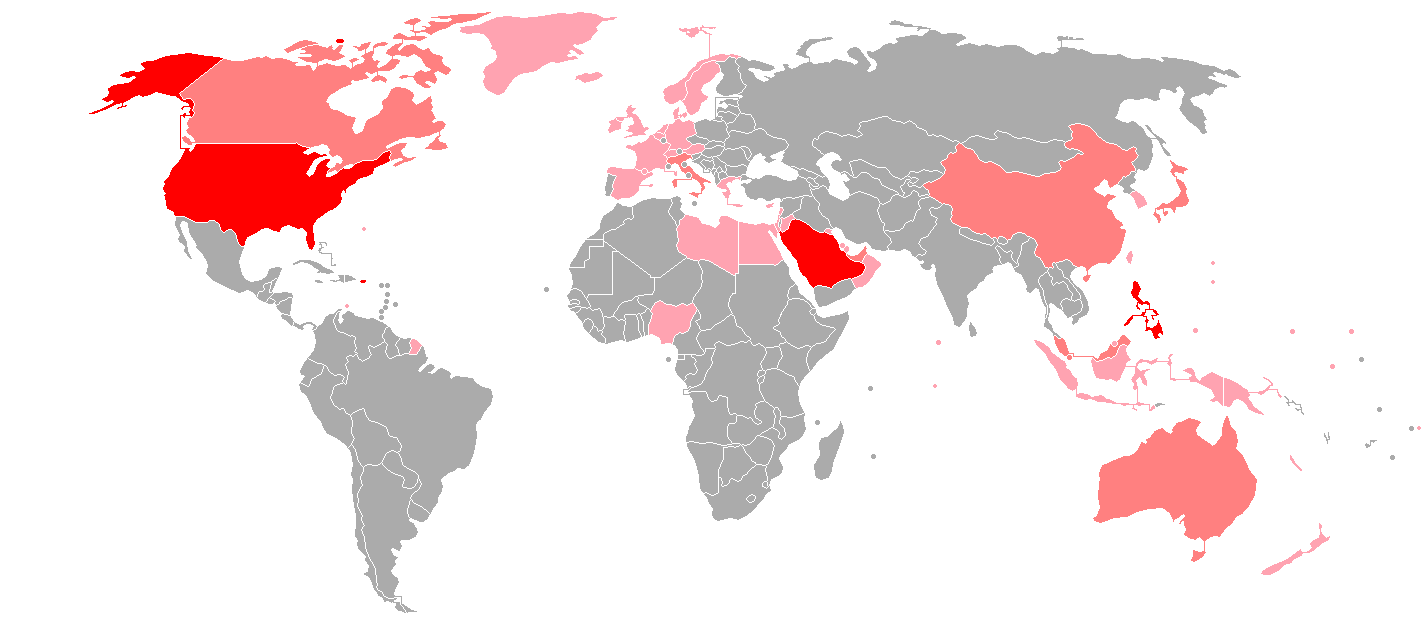
Distributie van Tagalog-luidsprekers over de hele wereld.
Landen met meer dan 500.000 sprekers
Landen met 100.000-500.000 sprekers
Landen waar de taal door kleine gemeenschappen gesproken wordt

Volgens de Philippine Statistics Authority woonden er sinds 2014 100 miljoen mensen op de Filipijnen, waarvan de overgrote meerderheid minstens een basiskennis van het Tagalog heeft. Het Tagalog-thuisland, Katagalugan, beslaat ongeveer het grote deel van het centrale tot het zuidelijke deel van het eiland Luzon - met name in Aurora, Bataan, Batangas, Bulacan, Cavite, Laguna, Metro Manila, Nueva Ecija, Quezon, Rizal en Zambales. Tagalog wordt ook van nature gesproken door inwoners van de eilanden Marinduque en Mindoro, en in mindere mate Palawan. Aanzienlijke minderheden zijn te vinden in de andere provincies van Centraal Luzon zoals Pampanga en Tarlac, Ambos Camarines in de Bicol Region, en de Cordillera-stad Baguio. Tagalog is ook de dominante taal van Cotabato City in Mindanao, waardoor het de enige plaats buiten Luzon is met een Tagalog als moedertaalsprekende meerderheid.
Bij de Filipijnse volkstelling van 2000 werd Tagalog gesproken door ongeveer 57,3 miljoen Filipino's, 96% van de huishoudens die naar school konden gaan. Iets meer dan 22 miljoen personen, ofwel 28% van de totale Filipijnse bevolking, sprak het in 2000 als moedertaal. In 2010 telde de taal 29 miljoen moedertaalsprekers.
De volgende regio's en provincies van de Filipijnen zijn overwegend Tagalogsprekend (van noord naar zuid):
- Central Luzon
  - Aurora
  - Bataan
  - Bulacan
  - Nueva Ecija
  - Pampanga
  - Tarlac
  - Zambales
- Metro Manila (Nationaal Hoofdstedelijk Gewest)
- Zuid-Luzon (Calabarzon en Mimaropa)
  - Batangas
  - Cavite
  - Laguna
  - Rizal
  - Quezon
  - Marinduque
  - Occidental Mindoro
  - Oriental Mindoro
  - Romblon
  - Palawan
- Bicol Region (Hoewel de Bikol-talen van oudsher de meerderheidstalen waren in de volgende provincies, heeft de sterke invloed en migratie van het Tagalog geleid tot een aanzienlijke aanwezigheid in deze provincies en in veel gemeenschappen is het Tagalog nu de meerderheidstaal.)
  - Camarines Norte
  - Camarines Sur
- Bangsamoro
  - Maguindanao (Hoewel Maguindanao van oudsher de meerderheidstaal van de provincie was, is het Tagalog nu de hoofdtaal van het "moedertaal"-basisonderwijs in de provincie en de meerderheidstaal in het regionale centrum van Cotabato City.)[17]

Tagalogsprekers zijn ook te vinden in andere delen van de Filipijnen en door middel van de gestandaardiseerde vorm van Tagalog, het Filipijns, dient de taal als de nationale lingua franca van het land.
Tagalog dient ook als de gemeenschappelijke taal onder overzeese Filipino's, hoewel het gebruik in het buitenland meestal beperkt is tot communicatie tussen Filipijnse etnische groepen. De grootste concentratie Tagalog-sprekers buiten de Filipijnen is te vinden in de Verenigde Staten, waar het US Census Bureau in 2013 meldde (op basis van in 2011 verzamelde gegevens) dat het de vierde meest gesproken niet-Engelse taal thuis was met bijna 1,6 miljoen sprekers, achter Spaans, Frans (inclusief Patois, Cajun, Creools) en Chinees (met cijfers voor Kantonees en Mandarijn gecombineerd). In stedelijke gebieden was Tagalog de op twee na meest gesproken niet-Engelse taal, achter Spaanse en Chinese varianten, maar vóór Frans. 
Het grote aantal Tagalog-sprekers in de Verenigde Staten is te danken aan de overheersing van de Filipijnen door de Verenigde Staten gedurende de jaren 1898-1946. Andere landen met aanzienlijke concentraties buitenlandse Filipino's en Tagalog-sprekers zijn Saoedi-Arabië, Canada, Verenigde Arabische Emiraten, Koeweit, Indonesië en Maleisië. In Saoedi-Arabië en Koeweit betreft het vooral (laagbetaalde) gastarbeiders. 

## Classificatie
Tagalog is een Centraal-Filipijnse taal binnen de Austronesische taalfamilie. Omdat het Malayo-Polynesisch is, is het verwant aan andere talen, zoals de Malagasitalen, het Javaans, Maleis (Maleisisch en Indonesisch), Tetun (van Timor) en Yami (van Taiwan). Het is nauw verwant aan de talen die worden gesproken in de Bicol Region en de Visaya-eilanden, zoals de Bikol-groep en de Visayan-groep, waaronder Waray-Waray, Hiligaynon en Cebuano.
Tagalog verschilt van haar Centraal-Filipijnse tegenhangers met de behandeling van de Proto-Filipijnse Sjwa-klinker [*ə]. In de meeste Bikol- en Visayantalen ging dit geluid samen met /u/ en [o]. In het Tagalog is het samengevoegd met /i/. Bijvoorbeeld, Proto-Filipijns [*dəkət] (hechten, plakken) is Tagalog dikít en Visayan & Bikol dukot.
Proto-Filipijns [*r], [*j] en [*z] werden samengevoegd met /d/ maar is /l/ tussen klinkers. Proto-Filipijns [*ŋajan] (naam) en [*hajək] (kus) werden Tagalog ngalan en halík.
Proto-Filipijns [*R] fuseerde met /ɡ/. [*tubiR] (water) en [*zuRuʔ] (bloed) werden Tagalog tubig en dugô.

### Dialecten

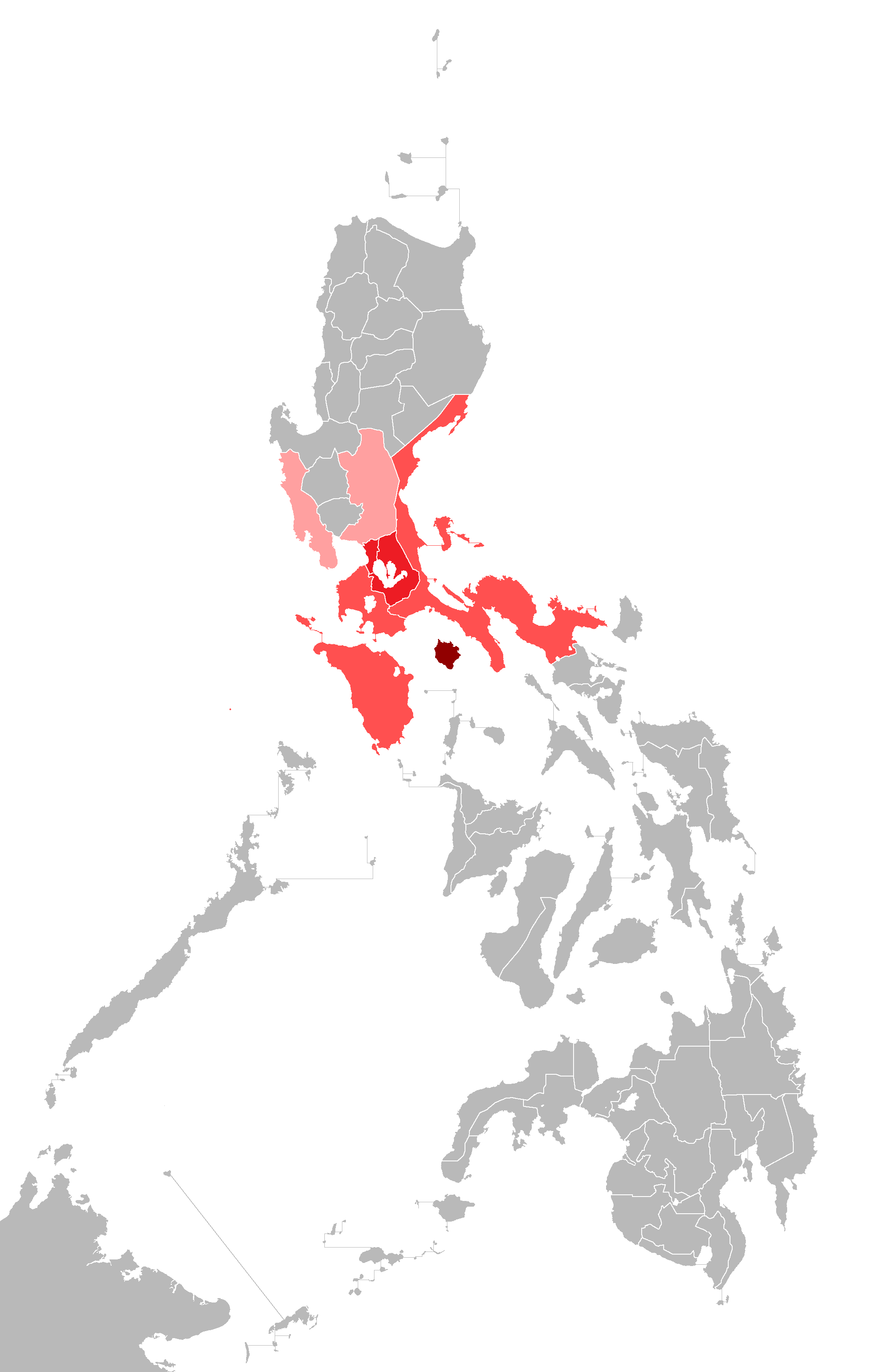
Distributie van Tagalog-dialecten in de Filipijnen. De kleurenschema's vertegenwoordigen de vier dialectzones van de taal: Noord, Centraal, Zuid en Marinduque. Hoewel de meerderheid van de inwoners van Camarines Norte en Camarines Sur traditioneel Bikol als hun eerste taal spreekt, hebben deze provincies niettemin aanzienlijke Tagalog-minderheden. Daarnaast wordt Tagalog in het hele land als tweede taal gebruikt.

Momenteel is er geen uitgebreide dialectologie gedaan in de Tagalog-sprekende regio's, hoewel er wel beschrijvingen zijn van de verschillende Tagalog-dialecten in de vorm van woordenboeken en grammatica's. Ethnologue noemt Manilla, Lubang, Marinduque, Bataan (Westelijk Centraal Luzon), Batangas, Bulacan (Oostelijk Centraal Luzon), Tanay-Paete (Rizal-Laguna) en Tayabas (Quezon en Aurora) als dialecten van het Tagalog; er lijken echter vier hoofddialecten te zijn, waarvan de bovengenoemde deel uitmaken: Noordelijk (geïllustreerd door het Bulacan-dialect), Centraal (inclusief Manilla), Zuidelijk (geïllustreerd door Batangas) en Marinduque.
Enkele voorbeelden van dialectverschillen zijn:
- Veel Tagalog-dialecten, vooral die in het zuiden, behouden de glottisslag die is gevonden na medeklinkers en vóór klinkers. Dit is verloren gegaan in Standaard Tagalog. Standaard Tagalog ngayón (nu, vandaag), sinigáng (bouillon stoofpot), gabí (nacht), matamís (zoet), worden uitgesproken en geschreven ngay-on, sinig-ang, gab-i en matam-is in andere dialecten.
- In Teresa-Morong Tagalog heeft [ɾ]? meestal de voorkeur boven [d]?. Bundók, dagat, dingdíng en isdâ worden bijvoorbeeld bunrók, ragat, ringríng en isrâ, bijv. "Sandók sa dingdíng" wordt "sanrók sa ringríng".
- In veel zuidelijke dialecten is het progressieve aspecttussenvoegsel van -um- werkwoorden na-. Bijvoorbeeld, standaard Tagalog kumakain (eten) is nákáin in Quezon en Batangas Tagalog. Dit is de kolf van sommige grappen van andere Tagalog-sprekers, want zou een Southern Tagalog nákáin ka ba ng patíng moeten vragen ? ("Eet je haai?"), Zou hij worden begrepen als "Heeft een haai je opgegeten?" door sprekers van het Manilla-dialect.
- Sommige dialecten hebben interjecties die als regionaal kenmerk worden beschouwd. Bijvoorbeeld de tussenwerping ala e! identificeert gewoonlijk iemand uit Batangas zoals hane ?! in de provincies Rizal en Quezon.

Misschien zijn de meest afwijkende Tagalog-dialecten die die in Marinduque worden gesproken. Taalkundige Rosa Soberano identificeert twee dialecten, westelijk en oostelijk, waarbij de eerste dichter bij de Tagalog-dialecten ligt die in de provincies Batangas en Quezon worden gesproken. Een voorbeeld zijn de werkwoordvervoegingsparadigma's. Hoewel sommige van de affixen verschillend zijn, behoudt Marinduque ook de gebiedende affixen, ook te vinden in de Visayan- en Bikol-talen, die grotendeels zijn verdwenen uit de meeste Tagalog-dialecten begin 20e eeuw en opgegaan zijn in het infinitief.

## Fonologie
Het Tagalog beschikt over 33 fonemen: 19 daarvan zijn medeklinkers en 14 klinkers. De lettergreepstructuur is relatief eenvoudig, hoogstens CrVC, waarbij Cr alleen voorkomt in leenwoorden zoals trak "truck" of sombréro "hoed".

### Klinkers
Tagalog heeft tien eenvoudige klinkers, vijf lange en vijf korte en vier tweeklanken. Voordat Tagalog in het gebied ten noorden van de Pasig-rivier verscheen, had het drie klinkerkwaliteiten: /a/, /i/ en /u/. Dit werd later uitgebreid tot vijf met de introductie van woorden uit de centrale en noordelijke Filipijnen, zoals de Kapampangan-, Pangasinan- en Ilokanotalen, evenals Spaanse woorden. Desalniettemin zal de vereenvoudiging van paren [o ~ u] en [ɛ ~ i] waarschijnlijk plaatsvinden, vooral bij sommigen die Tagalog als tweede taal spreken, in de provincies wonen en registers van de arbeidersklasse. De vier tweeklanken zijn /aj/, /uj/, /aw/ en /iw/. Lange klinkers worden niet los van pedagogische teksten geschreven, waarbij een scherp accent wordt gebruikt: á é í ó ú.
|                 | Midden | Vooraan | Achteraan |
| --------------- | ------ | ------- | --------- |
| Bijna gesloten  | i ⟨i⟩  |         | u ⟨u⟩     |
| Gesloten-midden | ɪ ⟨i⟩  |         | ʊ ⟨u⟩     |
| Midden          | ɛ̝ ⟨e⟩  |         | o̞ ⟨o⟩     |
| Open-midden     | ɛ ⟨e⟩  |         | ɔ ⟨o⟩     |
| Bijna-open      |        | ɐ ⟨a⟩   |           |
| Open            | a ⟨a⟩  | ä ⟨a⟩   |           |

De bovenstaande tabel toont alle mogelijke realisaties voor elk van de vijf klinkergeluiden, afhankelijk van de oorsprong of bekwaamheid van de spreker. De vijf algemene klinkers zijn vetgedrukt. De aanduiding van deze klinkers in spelling wordt tussen haakjes weergegeven.

### Medeklinkers
Hieronder vindt u een overzicht van de medeklinkers gevonden in het Tagalog. Alle plosieven zijn zijn niet-geaspireerd. De velaire nasaal komt in alle posities voor, ook aan het begin van een woord. Leenwoord-varianten die deze fonemen gebruiken zijn dikgedrukt binnen de punthaken.
|             | Bilabiaal | Bilabiaal | Alveolaar/Dentaal | Alveolaar/Dentaal | Alveo-palataal/Palataal | Alveo-palataal/Palataal | Velaar    | Velaar         | Glottaal   | Glottaal |
| ----------- | --------- | --------- | ----------------- | ----------------- | ----------------------- | ----------------------- | --------- | -------------- | ---------- | -------- |
| Nasaal      |           | [m]       |                   | [n]               |                         | [ɲ] ⟨ny, niy⟩           |           | [ŋ] ⟨ng⟩       |            |          |
| Plosief     | [p]       | [b]       | [t]               | [d]               |                         |                         | [k]       | [ɡ]            | [ʔ]        |          |
| Affricaat   |           |           | ([ts])            |                   | [tʃ] ⟨ts, tiy, ty, ch⟩  | [dʒ] ⟨diy, dy, j⟩       |           |                |            |          |
| Fricatief   |           |           | [s]               |                   | [ʃ] ⟨siy, sy, sh⟩       |                         | [x] ⟨-k-⟩ |                | [h] ⟨h, j⟩ |          |
| Approximant |           |           |                   | [l]               |                         | [j] ⟨y⟩                 |           | [w] ([ɰ] ⟨-g-⟩ |            |          |
| Tremulant   |           |           |                   | [ɾ] ⟨r⟩           |                         |                         |           |                |            |          |

- /k/? tussen klinkers heeft de neiging om [x]? te worden, terwijl het de neiging heeft om [kx]? te worden aan het begin van een woord, vooral in het dialect gesproken in Manilla.
- Een /ɡ/? en /k/? tussen klinkers hebben de neiging om [ɰ]? te worden, zoals in Spaans agua, vooral in het dialect gesproken in Manilla.
- /ɾ/? en /d/? waren ooit allofonen en ze wisselen elkaar nog steeds grammaticaal af, waarbij een /d/? aan het begin van een woord een intervocale /ɾ/? wordt in veel woorden.[20]
- Een glottislag die optreedt voor een pauze wordt vaak weggelaten in het midden van een zin,[20] vooral in het gebied van Metro Manila. De klinker die dan volgt, wordt dan verlengd. De glottislag blijft echter wel behouden in veel andere dialecten.
- De /ɾ/? is een alveolaire tremulant die vrije variatie heeft tussen een tril, een flap en een approximant ([r~ɾ~ɹ]?).
- De /dʒ/? kan een medeklinkerstapeling [dd͡ʒ]? worden tussen klinkers zoals sadyâ [sadˈd͡ʒäʔ]?.

De glottisslag wordt niet aangeduid in spelling. Glottislagen treden het meest waarschijnlijk op wanneer:
- het woord met een klinker begint, zoals aso (hond)
- het woord een streepje bevat gevolgd door een klinker, zoals mag-aral (leren)
- het woord twee klinkers naast elkaar heeft, zoals paano (hoe)
- het woord begint met een voorvoegsel wat gevolgd wordt door een werkwoord dat met een klinker begint, zoals mag-aayos ([zal] in orde maken)

### Klemtonen en laatste glottisslag
De klemtoon is een distinctief kenmerk in het Tagalog. De primaire klemtoon ligt op de laatste of de voorlaatste lettergreep van een woord. Klinkerverlenging gaat gepaard met primaire of secundaire klemtonen, behalve wanneer een klemtoon optreedt aan het einde van een woord.

## Grammatica

### Naamvallen
Alhoewel zelfstandig naamwoorden meestal geen inflexie ondergaan, worden ze wel voorafgegaan door grammaticale partikels. Er zijn drie basisnaamvallen: direct (of absolutief, soms ook wel minder nauwkeurig gelabeld als nominatief); indirect (wat kan functioneren als een ergatief, accusatief, of genitief); en obliek die samen met de ervan afgeleide locatief lijkt op het voorzetsel in het Nederlands en wordt gebruikt om dingen zoals locatie en richting aan te geven. De naamvallen worden verdeeld in twee klassen: een gebruikt voor de namen van mensen (eigennaam) en een voor al het andere (soortnaam). De algemene ergatieve marker wordt gespeld als ng en uitgesproken als [naŋ]. Mgá, uitgesproken als [maˈŋa], geeft meervoud aan.
|                       | Nominatief/Direct (ang)        | Genitief/Indirect (ng)         | Obliek (sa) |
| --------------------- | ------------------------------ | ------------------------------ | ----------- |
| Algemeen enkelvoud    | ang, 'yung (iyong)             | ng, n'ung (niyong)             | sa          |
| Algemeen meervoud     | ang mgá, 'yung mgá (iyong mgá) | ng mgá, n'ung mgá (niyong mgá) | sa mgá      |
| Persoonlijk enkelvoud | si                             | ni                             | kay         |
| Persoonlijk meervoud  | sina                           | nina                           | kina        |

Ng vertaalt zich in de meeste gevallen ruwweg naar "van" (bijv. Siya ay kapatid ng nanay ko. Ze is de broer/zus van mijn moeder), terwijl nang meestal 'wanneer' betekent of kan beschrijven hoe iets wordt gedaan of in welke mate (zoals het achtervoegsel -lijk of -zaam in het Nederlands), naast andere toepassingen.
- Nang si Hudas ay nadulás. - Toen Judas uitgleed.
- Gumising siya nang maaga. - Hij werd vroeg wakker.
- Gumalíng nang todo si Juan Dahil nag-ensayo siya. - Juan verbeterde enorm omdat hij oefende.

In het eerste voorbeeld wordt nang gebruikt in plaats van het woord noong (wanneer; Noong si Hudas ay madulas). In het tweede beschrijft nang dat de persoon vroeg wakker werd (gumising) (maaga); gumising nang maaga. In de derde beschreef nang in hoeverre Juan verbeterde (gumaling), wat "enorm" is (nang todo). In de laatste twee voorbeelden kunnen de ligatuur na en zijn varianten -ng en -g ook worden gebruikt (Gumising na maaga/Maaga ng gumising; Gumaling na todo/Todo ng gumaling).
De langere nang kan ook andere toepassingen hebben, zoals een ligatuur (grammaticaal partikel) dat een herhaald woord verbindt:
- Naghintáy sila nang naghintáy. - Ze bleven wachten (een letterlijkere vertaling:' Ze wachtten en wachtten.')

### Persoonlijke voornaamwoorden
Net zoals zelfstandige naamwoorden worden persoonlijke voornaamwoorden op naamvallen gecategoriseerd. Net zoals hierboven functioneren de indirecte vormen ook als genitief.
|                               | Nominatief/Direct (ang) | Genitief/Indirect (ng) | Obliek (sa)         |
| ----------------------------- | ----------------------- | ---------------------- | ------------------- |
| 1e persoon enkelvoud          | ako                     | ko                     | akin                |
| 1e persoon dualis             | kitá/kata               | nita/nata              | kanitá/kanata (ata) |
| 1e persoon meervoud inclusief | tayo                    | natin                  | atin                |
| 1e persoon meervoud exclusief | kamí                    | namin                  | amin                |
| 2e persoon enkelvoud          | ikáw (ka)               | mo                     | iyó                 |
| 2e persoon meervoud           | kayó                    | ninyó                  | inyó                |
| 3e persoon enkelvoud          | siyá                    | niyá                   | kaniyá              |
| 3e persoon meervoud           | silá                    | nilá                   | kanilá              |

|                         | Nominatief tweede persoon (ang) met genitief (ng) eerste persoon |
| ----------------------- | ---------------------------------------------------------------- |
| (naar) jou door/van mij | kitá                                                             |

De dualisvormen kata, nita en kanita worden tegenwoordig niet veel meer gebruikt. Kitá was een alternatieve vorm voor de eerste persoon dualis, die nu nog wordt gebruikt als een samentrekking van "ko ikaw". Zowel "ko ka" als "ka ko" zijn grammaticaal acceptabel.

### Aanwijzende voornaamwoorden
De aanwijzende voornaamwoorden in het Tagalog zijn als volgt:
|                                                       | Direct (ang) | Indirect (ng) | Obliek (sa) | Locatief (nasa)  | Existentieel |
| ----------------------------------------------------- | ------------ | ------------- | ----------- | ---------------- | ------------ |
| Dichtst bij de spreker (deze, hier)                   | iré, aré     | niré          | díne        | nandine          | ére          |
| Dicht bij de spreker en de aangesprokene (deze, hier) | itó          | nitó          | díto/ríto   | nandíto/nárito   | héto         |
| Dichter bij de aangesprokene (dat, daar)              | iyán         | niyán         | diyán/riyán | nandiyán/náriyan | ayán         |
| Ver weg (dat, daarginds)                              | iyón         | niyón         | doón/roón   | nandoón/nároon   | ayón         |

### Beleefdheid
De woorden pô/hô en opò/ohò worden traditioneel gebruikt als beleefde iteraties van de bevestigende " oo " ("ja"). Het wordt over het algemeen gebruikt bij het toespreken van ouderen of meerderen zoals bazen of leraren.
Bevestigend gebruik:
- Bijv: "Gutóm ka na ba?" "Opò/Ohò". ("Heb je al honger?" "Ja.")

Pô / Hô kan ook worden gebruikt bij negatie:
- Bijv: "Hindi ko pô/hô alam 'yan." ("Ik weet dat niet.")

## Woordenschat
De woordenschat van het Tagalog bestaat voornamelijk uit woorden van inheemse Austronesische oorsprong - de meeste woorden die eindigen op de tweeklanken -iw, (bijv. Saliw) en die woorden die reduplicatie vertonen (bijv. Halo-halo, patpat, enz.). Het heeft echter een aanzienlijk aantal Spaanse leenwoorden. Spaans is de taal die de meeste leenwoorden aan het Tagalog heeft nagelaten. In pre-Spaanse tijden was Pasar-Maleis algemeen bekend en werd gesproken door heel Maritiem Zuidoost-Azië, waardoor het Tagalog ook hieruit leenwoorden kreeg. Tagalog bevat ook veel leenwoorden uit het Engels, Indiase talen (Sanskriet en Tamil), Chinese talen (Hokkien, Kantonees, Mandarijn) en Arabisch.
| Nederlands | Tagalog         | Uitspraak                                         |
| ---------- | --------------- | ------------------------------------------------- |
| Aarde      | mundo           | [mun-do]                                          |
| wereld     | daigdig         | [da-ig-dig]                                       |
| hemel      | langit          | [la-ngit]                                         |
| water      | tubig           | [tu-big]                                          |
| vuur       | apoy            | [a-poy]                                           |
| huis       | bahay           | ['bα.haj]                                         |
| bed        | kama            | [kama]                                            |
| man        | lalaki          | [la-la-ki] maar, vaak uitgesproken als [la-la-ke] |
| vrouw      | babae           | [ba-ba-e]                                         |
| kind       | anak            | [a-nak]                                           |
| eten       | kumain          | [ku-ma-in]                                        |
| drinken    | uminom          | [u-mi-nom]                                        |
| groot      | malaki          | [ma-la-ki]                                        |
| klein      | maliit          | [ma-li-it]                                        |
| nacht      | gabi            | [ga-bi], maar wordt ook uitgesproken als [gab-i]  |
| ochtend    | umaga           | [u-ma-ga]                                         |
| dag        | araw            | [a-raw]                                           |
| ja         | oo              | [o-o]                                             |
| nee        | hindi           | [hin-di]                                          |
| omdat      | kasi            | [ka-si], maar wordt ook uitgesproken als [ka-se]  |
| maar       | pero of bagamat | [pe-ro] [ba-ga-mat]                               |
| waarom     | bakit           | [ba-kit]                                          |
| hoe        | paano           | [pa-ano], maar wordt ook uitgesproken als [pa-no] |

### Getallen
Het Tagalog beschikt over twee getallenstelsels. Het eerste stelsel bestaat uit de inheemse Tagalog-getallen, die gebruikt worden voor het tellen van objecten, dingen, personen en geld. Het tweede stelsel bestaat uit getallen geleend uit het Spaans, die gebruikt worden voor klokkijken en soms voor het tellen van geld. (Dit kan vergeleken worden met het gebruik van geleende Chinese getallen in andere Oost-Aziatische talen.) Bijvoorbeeld, wanneer een persoon verwijst naar het getal "zeven", kan dit vertaald worden naar "pito" of "siyete" (Spaans: siete). Engelse getallen worden door de jongere generaties vaak gebruikt voor grote getallen.
| Nummer | Kardinaalgetal                         | Spaans leenwoord (Oorspronkelijk Spaans) | Ordinaalgetal                                                                          |
| ------ | -------------------------------------- | ---------------------------------------- | -------------------------------------------------------------------------------------- |
| 0      | sero / walâ (letterlijk "geen") / awán | sero (cero)                              | -                                                                                      |
| 1      | isá                                    | uno (uno)                                | una                                                                                    |
| 2      | dalawá [dalaua]                        | dos (dos)                                | pangalawá / ikalawá (informeel, ikadalawá)                                             |
| 3      | tatló                                  | tres (tres)                              | pangatló / ikatló                                                                      |
| 4      | apat                                   | kuwatro (cuatro)                         | pang-apat / ikaapat ("ika" en het getal krijgen nooit een streepje, maar cijfers wel.) |
| 5      | limá                                   | singko (cinco)                           | panlimá / ikalimá                                                                      |
| 6      | anim                                   | sais (seis)                              | pang-anim / ikaanim                                                                    |
| 7      | pitó                                   | siyete (siete)                           | pampitó / ikapitó                                                                      |
| 8      | waló                                   | otso (ocho)                              | pangwaló / ikawaló                                                                     |
| 9      | siyám                                  | nuwebe (nueve)                           | pansiyám / ikasiyám                                                                    |
| 10     | sampû [sang puo]                       | diyés (diez)                             | pansampû / ikasampû (of ikapû in sommige literaire werken)                             |

## Schrift
Het Tagalog wordt, net als andere Filipijnse talen tegenwoordig, geschreven met het Latijnse alfabet. Voorafgaand aan de komst van de eerste Spanjaarden in 1521 en het begin van de Spaanse kolonisatie in 1565, werd Tagalog geschreven in een inheems schrift genaamd Baybayin. Dit schrift maakte geleidelijk plaats voor het gebruik en de verspreiding van het Latijnse alfabet zoals geïntroduceerd door de Spanjaarden. Toen de Spanjaarden begonnen met het schrijven van grammatica- en woordenboeken voor de verschillende talen van de Filipijnse eilandengroep gebruikten ze spellingen die de orthografische gebruiken van de Spaanse taal nauwlettend volgden, in de loop der jaren werden deze verfijnd.

### Baybayin

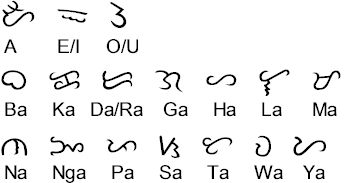
Het Baybayinschrift van het Tagalog

Tagalog werd geschreven in een abugida genaamd Baybayin vóór de Spaanse koloniale periode in de Filipijnen, in de 16e eeuw. Dit schrift was samengesteld uit symbolen die drie klinkers en 14 medeklinkers vertegenwoordigen. Het Baybayin behoort tot de brahmische schriften en deelt overeenkomsten met het Kawischrift van het Javaans. Het wordt aangenomen dat het Baybayin afstamt van het schrift dat wordt gebruikt door de Boeginezen in Sulawesi.

### Latijns schrift
Tot de eerste helft van de 20e eeuw werden de meeste Filipijnse talen op verschillende manieren geschreven op basis van Spaanse spelling.
Aan het einde van de 19e eeuw begonnen een aantal opgeleide Filipino's met voorstellen voor het herzien van het toenmalige spellingsysteem voor Tagalog. In 1884 publiceerde de Filipijnse arts en taalstudent Trinidad Pardo de Tavera zijn studie over het oude Tagalog-schrift Contribucion para el Estudio de los Antiguos Alfabetos Filipinos en in 1887 publiceerde hij zijn essay El Sanscrito en la lengua Tagalog, dat gebruikmaakte van een nieuw schrift systeem ontwikkeld door hem. Ondertussen begon José Rizal, geïnspireerd door het werk van Pardo de Tavera uit 1884, ook met de ontwikkeling van een nieuw systeem van spelling (aanvankelijk niet op de hoogte van de eigen spelling van Pardo de Tavera). Een belangrijke merkbare verandering in deze voorgestelde spellingen was het gebruik van de letter ⟨k⟩ in plaats van ⟨c⟩ en ⟨q⟩ om het foneem /k/ aan te duiden.
In april 1890 schreef José Rizal een artikel Sobre la Nueva Ortografia de la Lengua Tagalog in het in Madrid gevestigde tijdschrift La Solidaridad. Daarin behandelde hij de kritiek op het nieuwe schrijfsysteem van schrijvers als Pobrete en Tecson en de eenvoud, naar zijn mening, van de nieuwe spelling. Rizal beschreef de door Pardo de Tavera gepromote spelling als 'perfecter' dan wat hij zelf had ontwikkeld. De nieuwe spelling werd aanvankelijk echter niet algemeen aanvaard en werd tot het begin van de 20e eeuw inconsistent gebruikt in de tweetalige tijdschriften van Manilla. De revolutionaire vereniging Katipunan maakte gebruik van de k-spelling en de letter k was prominent aanwezig op veel van haar vlaggen en insignes.
In 1937, werd Tagalog geselecteerd om te dienen als nationale taal van de Filipijnen. In 1940 introduceerde de Balarílà ng Wikang Pambansâ (Grammatica van de Nationale Taal) van grammaticus Lope Santos het Abakada-alfabet. Dit alfabet bevat 20 letters en werd het standaardalfabet van de nationale taal. De spelling die gebruikt werd door het Tagalog beïnvloedde en verspreidde uiteindelijk naar de spellingen van andere Filipijnse talen (die daarvoor varianten gebruikten van een op het Spaans gebaseerde spelling).
In 1987 publiceerde het Ministerie van Onderwijs, Cultuur en Sport een memo waarin stond dat het Filipijnse alfabet was veranderd van de Pilipino-Tagalog Abakada-versie naar een nieuw 28 letters tellend alfabet om ruimte te maken voor leenwoorden, vooral achternamen uit het Spaans en Engels:
| Hoofdletter | Kleine letter | Hoofdletter | Kleine letter |
| ----------- | ------------- | ----------- | ------------- |
| A           | a             | Ñ           | ñ             |
| B           | b             | Ng          | ng            |
| C           | c             | O           | o             |
| D           | d             | P           | p             |
| E           | e             | Q           | q             |
| F           | f             | R           | r             |
| G           | g             | S           | s             |
| H           | h             | T           | t             |
| I           | i             | U           | u             |
| J           | j             | V           | v             |
| K           | k             | W           | w             |
| L           | l             | X           | x             |
| M           | m             | Y           | y             |
| N           | n             | Z           | z             |

## Voorbeelden

### Onze Vader
In het Tagalog heet het Onzevader ama Namin (letterlijk, "Onze Vader").
 Amá namin, sumasalangit Ka,
Sambahín ang ngalan Mo.
Mapasaamin ang kaharián Mo.
Sundín ang loób Mo,
Dito sa lupà, gaya nang sa langit.
Bigyán Mo kamí ngayón ng aming kakanin sa araw-araw,
At patawarin Mo kamí sa aming mga salâ,
Para nang pagpápatawad namin,
Sa nagkakasalà sa amin;
At huwág Mo kamíng ipahintulot sa tuksó,
At iadyâ Mo kamí sa lahát ng masamâ.
[Sapagkát sa Inyó ang kaharián, at ang kapangyarihan,
At ang kaluwálhatian, ngayón, at magpakailanman.]
Amen.

### Universele verklaring van de rechten van de mens
Dit is artikel 1 van de Universele Verklaring van de Rechten van de Mens (Pángkalahatáng Pagpapahayag ng Karapatáng Pantao):
| Tagalog | Nederlandse vertaling |
| --- | --- |
| Ang lahat ng tao'y isinilang na malaya at pantay-pantay sa karangalan at mga karapatan. Sila'y pinagkalooban ng katuwiran at budhi at dapat magpalagayan ang isa't isa sa diwa ng pagkakapatiran. | Alle mensen worden vrij en gelijk in waardigheid en rechten geboren. Zij zijn begiftigd met verstand en geweten, en behoren zich jegens elkander in een geest van broederschap te gedragen. |

## Veel voorkomende zinnen
| Nederlands                                                     | Tagalog (met uitspraak) |
| -------------------------------------------------------------- | --- |
| Filipijns                                                      | Pilipino |
| Engels                                                         | Inglés |
| Tagalog                                                        | Tagalog |
| Spaans                                                         | "Espanyol/Español/Kastila" |
| Hoe heet je?                                                   | Anó ang pangalan ninyo/nila*? (meervoud of beleefd), Anó ang pangalan mo? (enkelvoud) |
| Hoe gaat het met je?                                           | kumustá (modern), Anó po áng lagáy ninyo/nila? (ouderwets) |
| Klop-klop                                                      | tao po |
| Goedemorgen                                                    | Magandáng umaga! |
| Goede voormiddag! (van 11 uur 's morgens tot 1 uur 's middags) | Magandáng tanghali! |
| Goede namiddag! (van 1 uur 's middags tot 6 uur 's avonds)     | Magandáng hapon! |
| Goedenavond!                                                   | Magandáng gabí! |
| Tot ziens                                                      | paálam |
| Alstublieft                                                    | Afhankelijk van de aard van het werkwood, wordt of pakí- of makí- als voorvoegsel aan het werkwoord bevestigd. ngâ wordt optioneel toegevoegd na een werkwoord om de beleefdheid te verhogen. (bijv. Pakipasa ngâ ang tinapay. ("Kunt u alstublieft het brood doorgeven?")) |
| Bedankt                                                        | Salamat |
| Deze                                                           | ito, soms uitgesproken als eto (letterlijk - "het", "dit") |
| die                                                            | iyan, wanneer naar iets op grote afstand verwezen wordt: iyun of iyon |
| Hier                                                           | dito, heto ("Hier is het") |
| Daar                                                           | diyan, hayan ("Daar is it") |
| Daarginds                                                      | doon |
| Hoeveel?                                                       | Magkano? |
| Ja                                                             | oo opò of ohò (formele/beleefde vorm) |
| Nee                                                            | hindî, vaak afgekort tot dî hindî pô (formele/beleefde vorm) |
| Weet ik niet                                                   | hindî ko álam Zeer informeel: ewan, archaïsch aywan (dichtst in de buurt komende Nederlandse vertaling: afwijzende spreektaal 'Boeiend') |
| Sorry                                                          | pasensya pô (letterlijk van het woord "geduld") of paumanhin po, patawad po (letterlijk—"vragend naar uw vergiffenis") |
| Omdat                                                          | kasí of dahil |
| Schiet op!                                                     | dalí!, bilís! |
| Nogmaals                                                       | mulí, ulít |
| Ik begrijp het niet                                            | Hindî ko naiintindihan of Hindi ko nauunawaan |
| Wat?                                                           | Anó? |
| Waar?                                                          | Saán?, Nasaán? (letterlijk - "Waar bij?") |
| Waarom?                                                        | Bakít? |
| Wanneer?                                                       | Kailan? (letterlijk—"In welke volgorde?/"Bij welke tel?"") |
| Hoe?                                                           | Paánó? (letterlijk—"Door wat?") |
| Waar is het toilet?                                            | Nasaán ang banyo? |
| Proost                                                         | Mabuhay! (Letterlijk—"lang leve") |
| Spreek je Engels?                                              | Marunong ka báng magsalitâ ng Inglés? Marunong po bâ kayóng magsalitâ ng Inglés? (beleefde versie voor oudere mensen en vreemden) Marunong ka báng mag-Inglés? (korte vorm) Marunong po ba kayóng mag-Inglés? (korte vorm, beleefde versie voor oudere mensen en vreemden)  |
| Het is leuk om te leven.                                       | Masayá ang mabuhay! of Masaya'ng mabuhay (korte versie) |